# Küsnacht
Küsnacht es una ciudad y comuna suiza del cantón de Zúrich, ubicada en el distrito de Meilen a orillas del lago de Zúrich. Limita al norte con las comunas de Zollikon y Zumikon, al este con Maur, al sur con Herrliberg y Erlenbach, y al oeste con Thalwil, Rüschlikon y Kilchberg. 

## Personajes ilustres
Fue el lugar de residencia y fallecimiento del psiquiatra y psicólogo Carl Gustav Jung, de su esposa Emma Jung, de la psicóloga Marie-Louise von Franz, así como del fotógrafo Gotthard Schuh.
En la misma Seestrasse de la Casa de Jung, se ubica también a poca distancia la que fue la residencia de la cantante Tina Turner, Château Algonquin, en la que vivió hasta su fallecimiento.

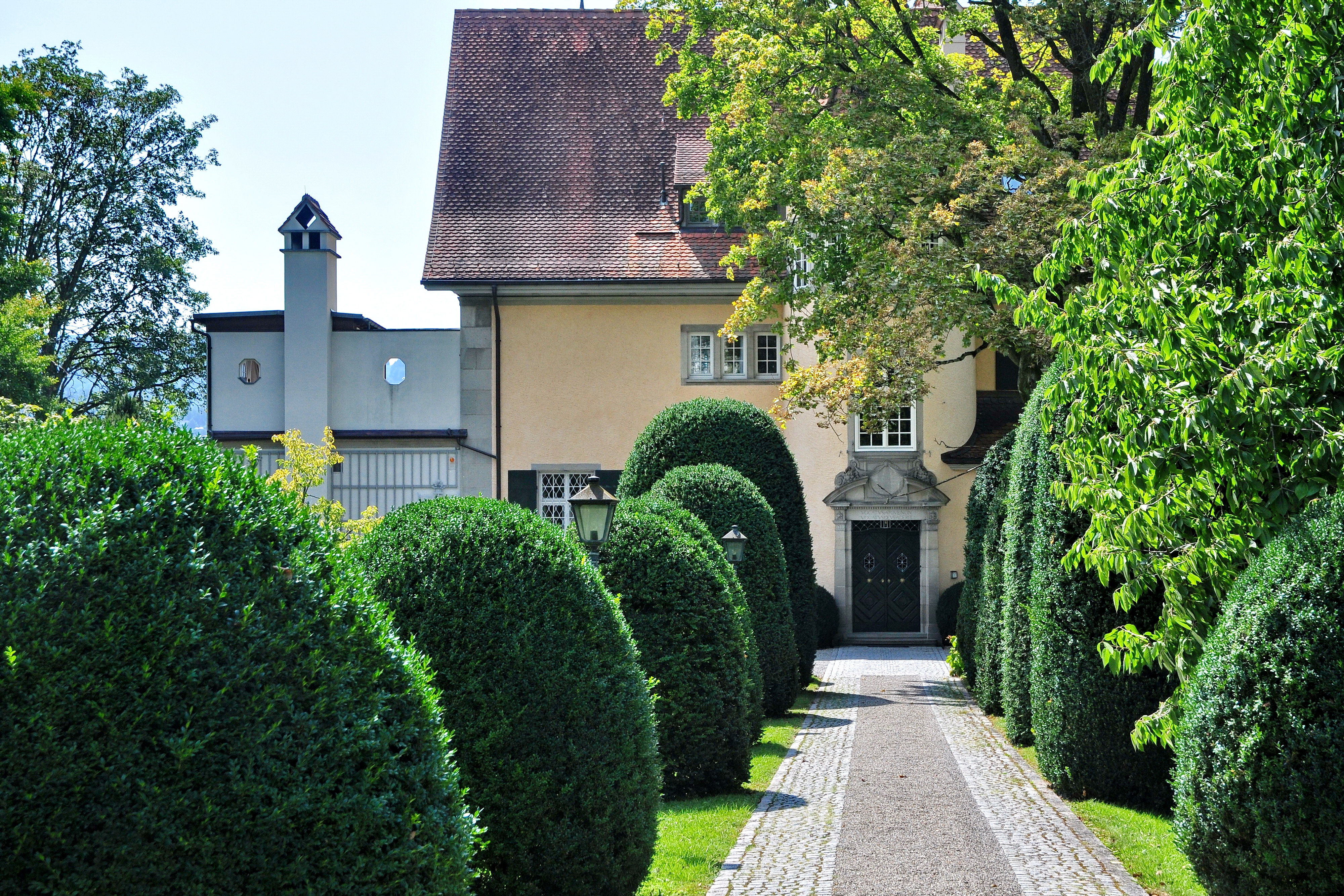
Casa Museo C. G. Jung.
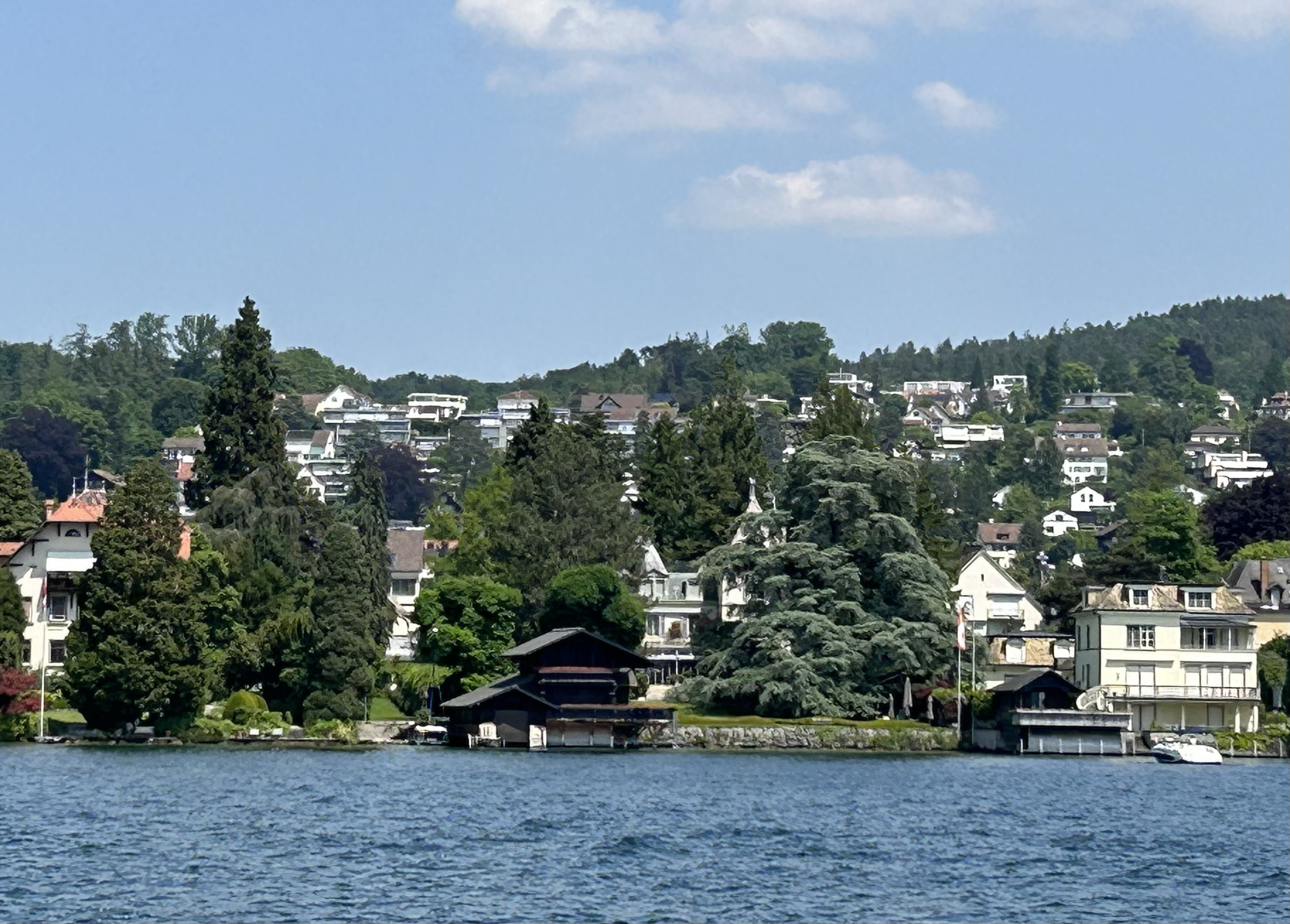
Castillo Algonquin de la cantante Tina Turner.